# Iphiclides podalirius
 Iphiclides podalirius là một loài bướm phượng thuộc chi Iphiclides, họ Bướm phượng. Loài này phổ biến rộng rãi ở vùng sinh thái Đông Cổ Bắc giới và ở hầu hết châu Âu ngoại trừ các khu vực phía bắc. Phạm vi của chúng kéo dài về phía bắc đến Hạ Lusatia và miền trung Ba Lan và về phía đông trên khắp Tiểu Á và Ngoại Kavkaz cho đến tận bán đảo Ả Rập, Pakistan, Ấn Độ và phía tây Trung Quốc 

## Phân loài
Phân loài bao gồm:
- Iphiclides podalirius podalirius (Trung và Nam Âu)
- Iphiclides podalirius feisthamelii (Bắc Phi, Tây Ban Nha và Tây Nam Pháp)
- Iphiclides podalirius persica Verity, 1911
- Iphiclides podalirius virgatus (Butler, 1865)

Iphiclides podalirius feisthamelii đôi khi được coi là một loài hợp lệ, Iphiclides feisthamelii.